# 카라차이호
카라차이 호(러시아어: Карачай озеро)는 러시아 서부, 우랄산맥의 남쪽에 있는 작은 저수지이다. 소련은 1951년부터 근처에 있는 재처리 공장이자 방폐물 저장소인 마야크 시설에서 나온 폐기물들을 카라차이 호에다 버려 왔다. 마야크 시설과 카라차이 호는 오조르스크(그 당시 이름은 첼랴빈스크-40) 근처에 위치해 있다.
워싱턴 D.C.의 보고서에 따르면, 카라차이는 전 지구상에서 가장 오염된 곳이다. 호수의 방사능 물질은 4.44 엑사베크렐(E㏃)에 달하고, 이 중에는 3.6 E㏃의 세슘-137과 0.74 E㏃의 스트론튬-90이 포함되어 있다. 5 ~ 12 E㏃인 체르노빌 참사보다도 큰 수치인데, 그나마 체르노빌에서는 이 방사능이 한 지점에 집중되어 있지도 않았다.
NRDC에 기초한 워싱턴의 보고서에 따르면, 방사능 폐기물이 호수로 직접 유입된 지점과 그 근처의 방사성 수위는 1990년 기준으로 시간당 600 뢴트겐(대략 시간당 6 시버트)에 달하는데, 이것은 이 호수 근처에 있으면 한 시간 이내에 회복 불능의 피폭을 당할 수 있다는 것을 의미한다.
1960년대부터 이 호수가 마르기 시작해서 1951년에 0.5 km2였던 호수는 1993년 말이 되자 0.15 km2까지 줄어들었다. 그 결과, 1968년에 말라붙은 호수 밑바닥의 방사능 먼지가 바람에 날려서 50만 명의 사람들이 185 페타베크렐의 방사능에 피폭당했다.
소련은 방사능 침전물이 날리는 것을 막기 위해, 1978년부터 1986년까지 호수를 10000개의 콘크리트 덩어리로 메워 버렸다.

## 같이 보기
- 핸퍼드 사이트
- 노릴스크